# Filantropia

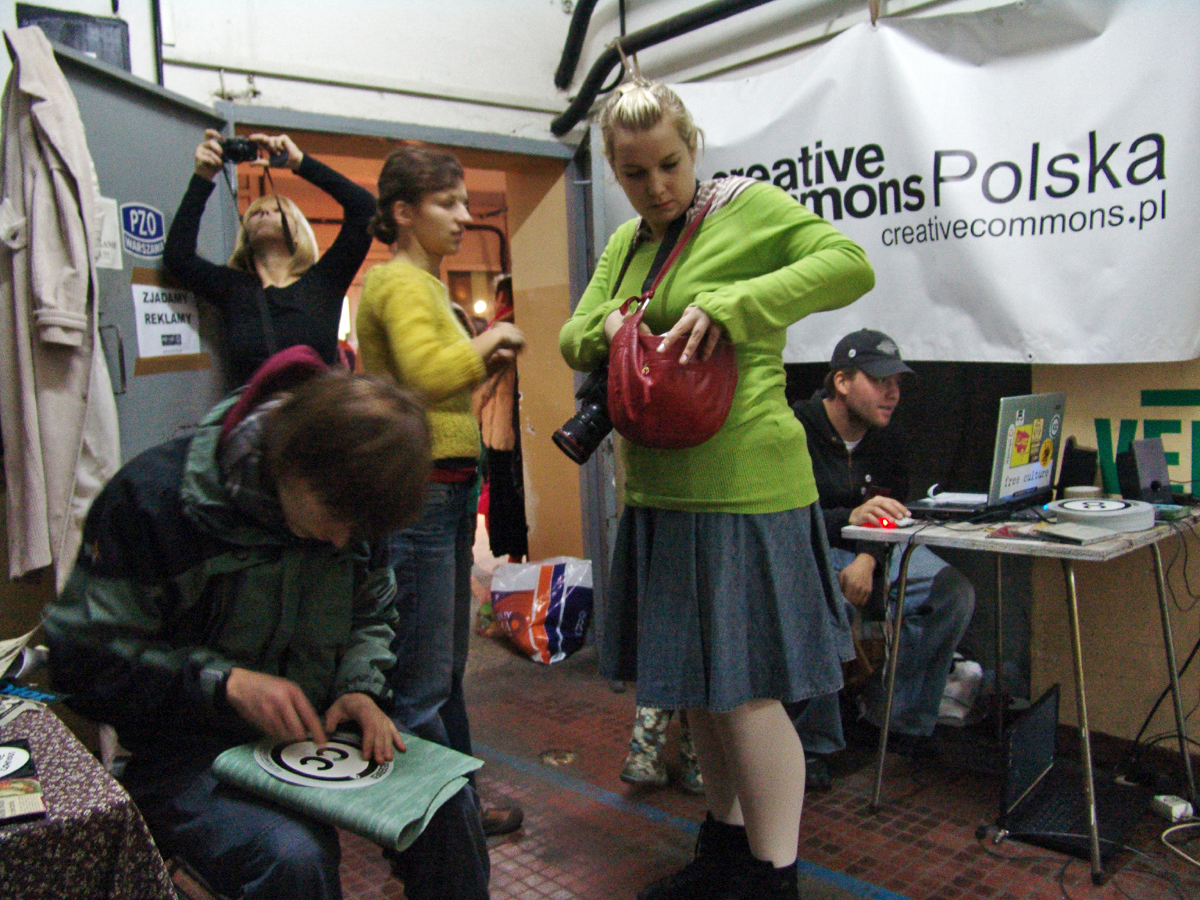
W ramach imprezy „Przetwory” wolontariusze z Creative Commons Polska rozdawali płyty z muzyką dostępną na licencjach CC, a następnie przygotowywali do niej własne okładki.

Filantropia (stgr. φιλανθρωπία philanthrōpia – dobroczynność, życzliwość; φιλάνθρωπος philánthrōpos – kochający ludzkość) – formalne i nieformalne działania osób oraz grup, instytucji i przedsiębiorstw, nakierowane na zaspokojenie potrzeb jednostek, wspólnot oraz społeczności lokalnych w wymiarach: materialnym, duchowym i moralnym oraz mające na celu kultywowanie tradycji, jak również reformy i zmiany społeczne.
W ścisłym znaczeniu tego słowa, filantropia jest świecką ideą czerpiącą inspirację z idei humanitaryzmu, w odróżnieniu od nakazów religijnych: charytatywności i dobroczynności chrześcijańskiej, zakatu muzułmańskiego czy cedaki występującej w judaizmie.
Filantrop zwany też w Polsce, zwłaszcza w XIX wieku: społecznikiem – to człowiek udzielający pomocy materialnej ubogim, często inteligent: lekarz, adwokat, nauczyciel – pracujący społecznie, nie bacząc na honorarium, w imię idei solidaryzmu społecznego finansujący akcje społeczne, fundator.

## Rys historyczny
Pojęcie filantropa po raz pierwszy użyto w starożytności. Ajschylos w swoim przekładzie mitu Prometeusz skowany użył sformułowania philánthrōpos         w scenie, gdy Zeus – poprzez swego posłańca – upomina Prometeusza, by ten zaniechał usposobienia miłującego ludzkość.
Obecnie filantropią zajmują się organizacje pozarządowe, jak stowarzyszenia, fundacje, także korporacje i osoby prywatne. W Polsce co roku organizowany jest finał Wielkiej Orkiestry Świątecznej Pomocy. Korporacje medialne posiadają czasem sprzymierzone organizacje, jak np. Fundacja Polsat czy Fundacja TVN – nie jesteś sam. Działalnością filantropijną zajmują się także różne organizacje kościelne o zasięgu krajowym jak np. Caritas i lokalnym, czego przykładem mogą być Kuchnia Charytatywna Franciszkanów we Wrocławiu czy Franciszkański Ośrodek Pomocy Dzieciom w Głubczycach.
W Polsce działa międzynarodowa organizacja Lions International zajmująca się pomocą potrzebującym – niewidomym, diabetykom, czy uzdolnionym dzieciom.
Działalność filantropijną prowadzi też np. piosenkarka Shakira, która założyła własną fundację Bose stopy pomagającą w wykształceniu dzieci trzeciego świata. Ostatnio włączyła się w akcję pomocy ofiarom trzęsienia Ziemi na Haiti.
W ostatnim czasie coraz większą uwagę zaczyna się przykładać do tego czy udzielana pomoc jest rzeczywiście skuteczna. Zwolennicy efektywnego altruizmu starają się także by każda złotówka była wydana możliwie jak najlepiej. Za tę samą kwotę można bowiem pomóc jednej bądź stu osobom, uratować życie bądź jedynie poprawić wzrok.
Pewnym rodzajem filantropii może być także tzw. angel investing – umiarkowane inwestycje finansowe dokonywane przez niezależnych biznesmenów, których celem, oprócz zarobku, jest pomoc początkującym przedsiębiorcom.

## Filantropia a zamożność
W rankingu, uwzględniającym poza ofiarami pieniężnymi wolontariat oraz udzielanie pomocy nieznajomym, da się zauważyć korelację między zamożnością mieszkańców danego kraju a ich skłonnością do dobroczynności.

## Filantropia w filmie
W komedii Gangsterzy i filantropi (1962), składającej się z dwóch filmowych nowel, w części zatytułowanej Alkoholomierz niepozorny inspektor kontrolujący zakłady gastronomiczne nieoczekiwanie doprowadza do cudownego wyeliminowania patologii w restauracjach i kawiarniach.
W filmie Kiler-ów 2-óch (1999) tytułowy „Kiler” został filantropem, ratującym budżet państwa, państwowe szpitale, kinematografię i edukację.